# یواس‌اس پاندماس (ای‌آرال-۱۸)
یواس‌اس پاندماس (ای‌آرال-۱۸) (به انگلیسی: USS Pandemus (ARL-18)) یک کشتی بود که طول آن ۳۲۸ فوت (۱۰۰ متر) بود. این کشتی در سال ۱۹۴۴ ساخته شد.